# Billy Blyth
Billy Blith (Dalkeith, 17 giugno 1895 – Worthing, 1º luglio 1968) è stato un calciatore scozzese, di ruolo attaccante.

## Carriera
Giocava nel ruolo di ala.